# 稲木歳明
稲木 歳明（いなぎ としあき、1945年7月25日 - ）は、日本の実業家。共同印刷代表取締役社長や、同社代表取締役会長、印刷工業会会長、日本印刷産業連合会会長等を歴任した。

## 人物・経歴
静岡県出身。1969年明治大学経営学部卒業、共同印刷入社。共同印刷電算室長等を経て、1999年共同印刷経営管理本部総合企画部長。2000年共同印刷取締役。共同印刷取締役経営管理本部長等を経て、2003年共同印刷常務取締役。2004年共同印刷常務取締役本社事業本部長。2006年から共同印刷代表取締役社長。2013年共同印刷代表取締役会長。2014年印刷工業会会長、日本印刷産業連合会会長。2016年共同印刷取締役会長。2017年共同印刷相談役。